# Internationales Privatrecht (Frankreich)
Das Internationale Privatrecht (französisch droit international privé) der Republik Frankreich besteht zum einen aus dem Kollisionsrecht (conflits de lois), das bestimmt, welchen Staates Recht anzuwenden ist in Fällen mit Auslandsberührung. Zum anderen beinhaltet es traditionell auch das Internationale Zivilverfahrensrecht (conflits de juridictions) und das Staatsangehörigkeitsrecht (droit de la nationalité).
Das Kollisionsrecht ist in Frankreich nicht gesetzlich geregelt, sondern ist in den größten Teilen aus der Rechtsprechung des cour de cassation entstanden. Mit den ersten Schritten zur Vereinheitlichung des IPR innerhalb Europas haben EG-Verordnungen (besonders Rom I und Rom II) innerhalb ihres Anwendungsbereichs an Bedeutung gewonnen.

## Staatsangehörigkeitsrecht

### Erwerb kraft Gesetzes
Kraft Gesetzes kann die französische Staatsangehörigkeit (nationalité française) sowohl durch das ius sanguinis als auch durch das ius soli zugeteilt werden. Grundlage des ius sanguinis ist Art. 18 C.civ.: «Est français l’enfant, légitime ou naturel, dont l’un des parents au moins est français» – „Franzose ist ein Kind, sei es ehelich, sei es unehelich, bei dem zumindest ein Elternteil Franzose ist.“ Ferner fällt unter den Erwerb durch ius sanguinis auch der Erwerb durch Volladoption nach Art. 20 Abs. 2 C.civ. Nach Art. 18-1 ist es möglich, die französische Staatsangehörigkeit zurückzuweisen, wenn nur ein Elternteil Franzose ist und das Kind im Ausland geboren wurde. Dies betrifft vor allem Fälle, in denen die Kindeskinder von Franzosen seit längerer Zeit im Ausland leben und kein Bezug mehr zum französischen Staate besteht. Allerdings wird die Zurückweisung (répudiation) ausgeschlossen, sobald der andere Elternteil noch während der Minderjährigkeit des Kindes die französische Staatsbürgerschaft erhält.